# Сейдахмет, Еркебулан Кайратулы
Еркебула́н Кайра́тулы Сейдахме́т (каз. Еркебұлан Қайратұлы Сейдахмет; род. 4 февраля 2000, Тараз) — казахстанский футболист, полузащитник клуба «Актобе».

## Клубная карьера
Воспитанник клуба «Монтажник» из Тараза. Команда выступала на первенстве Жамбылской области. На зимнем турнире в феврале 2016 года в Таразе Сейдахмета заметил новый тренер казахстанской молодёжной сборной Александр Кузнецов и вызвал в сборную на сбор в Таджикистан.
Через год после выступления в январе на Мемориале Гранаткина 2017 года Сейдахмет был приглашён в молодёжную (U-19) команду петербургского «Зенита». В марте на турнире Viareggio Cup в Италии забил 4 гола за первые полчаса матча в ворота клуба «Атлетик Юнион». Нидерландский портал Voetbalzone.nl посвятил Сейдахмету материал в рубрике о самых перспективных футболистах со всего мира. «Зенит» по правилам ФИФА не мог заключить контракт с футболистом до 18 лет.
Клубную карьеру 17-летний Сейдахмет начал в 2017 году в составе клуба «Тараз». Дебютировал 1 апреля в гостевом матче с «Тоболом» (0:1) и сразу получил жёлтую карточку за симуляцию. За сезон провёл в Премьер-лиге Казахстана 15 матчей и забил один гол павлодарскому «Иртышу» в ворота вратаря сборной Казахстана Давида Лория.
12 февраля 2018 года подписал долгосрочный контракт с российским клубом «Уфа». 10 марта дебютировал в составе клуба в матче с «Анжи», став первым игроком 2000 года рождения, сыгравшим матч в РФПЛ. Однако из-за травм практически не играл и в феврале 2019 был отдан в аренду на год в ряды многократного чемпиона Болгарии клуба «Левски».
Дебютировал в «Левски» 15 марта 2019 в победном матче против «Вереи» (4:2). Однако, из-за новых травм провёл всего три матча за клуб и в июне 2019 аренда была прекращена новым тренером болгар Петром Хубчевым. Но Сейдахмет стал с командой бронзовым призёром чемпионата Болгарии.
25 июня 2019 года перешёл из «Уфы» в алматинский «Кайрат», подписав контракт на три года. По данным сайта transfermarkt.com сумма сделки составила 300 000 евро.

## В сборной

### Молодёжные
Дебютировал в официальных матчах юношеской сборной Казахстана до 16 лет на юношеском (U-16) турнире «Кубок Развития УЕФА» в Македонии в апреле 2016 года, на котором команда проиграла все три игры Украине (0:1) и по пенальти Македонии и Люксембургу.
В юношеской сборной Казахстана до 17 лет сыграл на 9-м международном юношеском (U-17) Кубке Президента Казахстана 2016 в августе в Астане. Сборная выиграла турнир, Сейдахмет провёл 4 игры, забил 3 гола.
В октябре 2016 года в Андорре в квалификации чемпионата Европы 2017 провёл все три игры в группе 2 и забил гол в ворота сборной Андорры (2:0).
В составе юношеской сборной Казахстана до 17 лет выступал в январе 2017 года на Мемориале Гранаткина 2017 года был признан лучшим нападающим турнира (два гола).
1 сентября 2017 года дебютировал за молодёжную (U-21) сборную Казахстана (главный тренер Владимир Никитенко) в Актобе, выйдя на замену на 63 минуте в матче против сборной Черногории и заработав пенальти на последней минуте игры (1:1).
В октябре 2017 года был заметным в двух товарищеских встречах (1:0, 0:0) сборной Казахстана (U-19) в Ереване со сборной Армении.
В июне 2019 выступил за молодёжную сборную (U-21) ГТ Александра Москаленко, которая успешно стартовала в отборочном турнире чемпионата Европы 2021 года среди молодёжи, обыграв на выезде Фарерские острова (3-1) и Черногорию (2-1). Забил гол во втором матче.

### Национальная
23 марта 2018 года дебютировал в сборной Казахстана в товарищеском матче со сборной Венгрии в Будапеште (3-2). Забил третий победный гол и стал самым молодым игроком в истории, который забивал за сборную Казахстана. В сентябре-октябре 2018 в отборочном турнире Лиги наций УЕФА выходил на замену в трёх матчах, а затем главный тренер Станимир Стойлов выпустил его в стартовом составе против сборной Андорры (4:0) и Сейдахмет открыл счёт в этом победном матче. Но на разминке перед следующей игрой со сборной Латвии получил травму ступни, столкнувшись с тренером и выбыл из строя на полгода.

## Достижения
«Левски»
- Бронзовый призёр чемпионата Болгарии по футболу: 2018/19

«Кайрат»
- Чемпион Казахстана: 2024
- Серебряный призёр чемпионата Казахстана: 2019
- Обладатель Кубка Казахстана: 2021

## Статистика выступлений

### Клубная карьера
| Клуб             | Сезон            | Лига | Лига | Кубки | Кубки | Еврокубки | Еврокубки | Итого | Итого |
| Клуб             | Сезон            | Игры | Голы | Игры  | Голы  | Игры      | Голы      | Игры  | Голы  |
| ---------------- | ---------------- | ---- | ---- | ----- | ----- | --------- | --------- | ----- | ----- |
| Тараз            | 2017             | 15   | 1    | 1     | 0     | —         | —         | 16    | 1     |
| Тараз            | Итого            | 15   | 1    | 1     | 0     | —         | —         | 16    | 1     |
| Уфа              | 2017/18          | 2    | 0    | —     | —     | —         | —         | 2     | 0     |
| Уфа              | 2018/19          | 1    | 0    | 1     | 0     | —         | —         | 2     | 0     |
| Уфа              | Итого            | 3    | 0    | 1     | 0     | —         | —         | 4     | 0     |
| → Левски         | 2018/19          | 3    | 0    | —     | —     | —         | —         | 3     | 0     |
| → Левски         | Итого            | 3    | 0    | —     | —     | —         | —         | 3     | 0     |
| Кайрат           | 2019             | 12   | 1    | —     | —     | 3         | 0         | 15    | 1     |
| Кайрат           | 2021             | 7    | 0    | 7     | 0     | 3         | 0         | 17    | 0     |
| Кайрат           | 2022             | 18   | 0    | 5     | 1     | 0         | 0         | 23    | 1     |
| Кайрат           | 2023             | 23   | 2    | 4     | 0     | —         | —         | 27    | 2     |
| Кайрат           | 2024             | 18   | 1    | 7     | 3     | —         | —         | 25    | 4     |
| Кайрат           | Итого            | 78   | 4    | 23    | 4     | 6         | 0         | 107   | 8     |
| → Жетысу         | 2020             | 6    | 0    | —     | —     | —         | —         | 6     | 0     |
| → Жетысу         | Итого            | 6    | 0    | —     | —     | —         | —         | 6     | 0     |
| → Кайрат-Жастар  | 2021             | 4    | 2    | —     | —     | —         | —         | 4     | 2     |
| → Кайрат-Жастар  | Итого            | 4    | 2    | —     | —     | —         | —         | 4     | 2     |
| Актобе           | 2025             | 4    | 1    | 1     | 0     | —         | —         | 5     | 1     |
| Актобе           | Итого            | 4    | 1    | 1     | 0     | —         | —         | 5     | 1     |
| Всего за карьеру | Всего за карьеру | 113  | 8    | 26    | 4     | 6         | 0         | 145   | 12    |

### Выступления за сборную
| Сборная   | Год   | Отборочные матчи ЧМ | Отборочные матчи ЧМ | Отборочные матчи ЧЕ | Отборочные матчи ЧЕ | Лига наций УЕФА | Лига наций УЕФА | Товарищеские матчи | Товарищеские матчи | Итого | Итого |
| Сборная   | Год   | Игры                | Голы                | Игры                | Голы                | Игры            | Голы            | Игры               | Голы               | Игры  | Голы  |
| --------- | ----- | ------------------- | ------------------- | ------------------- | ------------------- | --------------- | --------------- | ------------------ | ------------------ | ----- | ----- |
| Казахстан | 2018  | −                   | −                   | −                   | −                   | 4               | 1               | 2                  | 1                  | 6     | 2     |
| Итого     | Итого | −                   | −                   | −                   | −                   | 4               | 1               | 2                  | 1                  | 6     | 2     |